# Jüdischer Friedhof Haaren

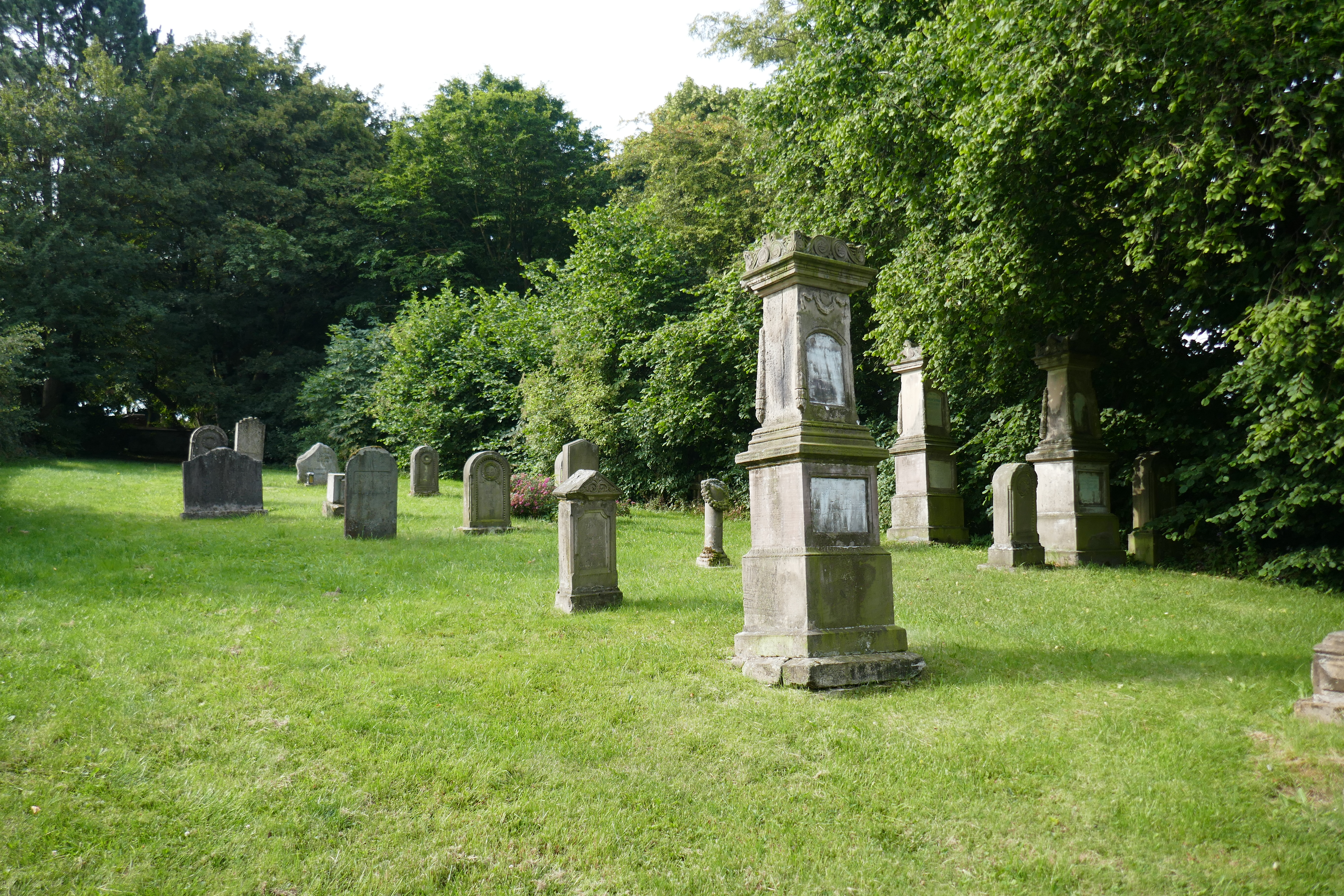
Jüdischer Friedhof in Haaren

Der alte jüdische Friedhof Haaren liegt im Ort Haaren, direkt gegenüber dem katholischen Friedhof an der Via Regia. Er wurde von der ehemaligen jüdischen Gemeinde Haaren verwaltet.

## Geschichte
Der Friedhof wurde im Jahre 1745 angelegt. Am 8. Januar 1845 wurde mit dem Vorstand der jüdischen Gemeinde über die Erhebung einer Begräbnisvergütung diskutiert. Bereits 20 Jahre zuvor war der Friedhof mit einem Begräbnisplatz, der für 27 Taler gekauft wurde, erweitert. Alle für den Friedhof anfallenden Kosten wurden damals von der Gemeinde bezahlt. Der älteste Grabstein stammt vermutlich aus dem Jahre 1852. Weitere Fundamente von Grabmalen befinden sich in der Erde.